# 缘沟
缘沟（英文：Marginal sulcus），又称边缘支（Marginal branch），是扣带沟的分支延伸及终点。在大脑半球内侧，缘沟分隔了中央旁小叶和楔前叶。

## 图像

缘沟位于红色标记处